# Jerzy Sładek
Jerzy Andrzej Sładek (ur. 7 lutego 1954 w Krakowie) – polski inżynier, profesor nauk technicznych, profesor zwyczajny Politechniki Krakowskiej, doktor honoris causa Politechniki Poznańskiej, specjalista w zakresie metrologii współrzędnościowej, metrologii w procesach wytwarzania, automatyzacji procesów oraz systemach zapewniania jakości. W latach: 1993–1996 kierownik Samodzielnej Pracowni Zautomatyzowanych Systemów Zapewnienia Jakości, 1996–1997 kierownik Zakładu Metrologii i Kontroli Technicznej, 1997–1998 z-ca dyrektora Instytutu Technologii Maszyn i Automatyzacji Produkcji, 2004–2013 kierownik Laboratorium Metrologii Współrzędnościowej (od 2010 działającego jako wzorcujące laboratorium akredytowane i samodzielna wydziałowa jednostka naukowo-dydaktyczna). Od roku 2016-2024 był dziekanem Wydziału Mechanicznego Politechniki Krakowskiej.
Założył i kierował dwoma innowacyjnymi spółkami z branży inżynieryjnej o specjalności metrologicznej: Bipropol Sp. z o.o. i Metronom Sp.z o.o., które osiągnęły istotny sukces rynkowy i zostały przejęte przez duże zagraniczne podmioty gospodarcze. Od 1996 Przewodniczy Radzie Nadzorczej Międzynarodowej Fundacji Promocji Zaawansowanych Technologii. Był jednym z pomysłodawców utworzenia Krakowskiej Specjalnej Strefy Ekonomicznej i w latach 1997–2003 był członkiem jej zarządu, wiceprezesem Centrum Zaawansowanych Technologii – Spółki Skarbu Państwa (obecnie – Krakowski Park Technologiczny) wprowadzając takich kluczowych inwestorów jak Motorola czy Comarch. Od 2015 do 2023 członek Rady Programowej Open Eyes Economy Summit.

## Życiorys
Jest krakowianinem, absolwentem I Liceum Ogólnokształcącego im. Bartłomieja Nowodworskiego (1972 rok) Po studiach na Wydziale Mechanicznym Politechniki Krakowskiej rozpoczął pracę w Instytucie Technologii Maszyn i Automatyzacji Produkcji PK (1977) i zainteresował się metrologią współrzędnościową, wtedy nową, nie rozwijaną jeszcze na polskich uczelniach specjalnością, dziś nauką, która znacznie przyczyniła się do rozwoju przemysłu Hi-tech i istotnej dla współczesnej inżynierii mechanicznej.
Opracował metodę macierzową jako metodę nowego podejścia do oceny dokładności systemów współrzędnościowych. Po raz pierwszy zastosował sztuczne sieci neuronowe do modelowania, oceny dokładności i pomiarów w metrologii współrzędnościowej. Specjalizuje się w zagadnieniach oceny dokładności systemów i pomiarów w tym stosowaniem wirtualnych systemów pomiarowych do zadania szacowania niepewności pomiarów. Interesuje się rozwojem mikro i nanometrologii współrzędnościowej.
Zorganizował Laboratorium Metrologii Współrzędnościowej na Politechnice Krakowskiej (akredytowane jako wzorcujące przez PCA nr akredytacji AP 132) kieruje też związaną z LMW szkołą naukową metrologii współrzędnościowej. Stale współpracuje z wieloma uniwersyteckimi ośrodkami badawczymi oraz laboratoriami krajowymi w Europie w tym z Physikalisch-Technische Bundesanstalt (PTB), TU Braunschweig w Niemczech oraz NTB Buchs Szwajcaria, w zakresie rozwoju metod kontroli dokładności pomiarów i wzorcowania współrzędnościowych systemów pomiarowych.

## Publikacje
Jego dorobek publikacyjny, wdrożeniowy i badawczy, związany z metrologią współrzędnościową, obejmuje ponad 400 pozycji. W tym kilkadziesiąt licznie cytowanych artykułów w czasopismach indeksowanych w bazie JCR. Opublikował książkę – „Coordinate Metrology – Accuracy of Systems and Measurements”, ponadto książkę naukowa: „Dokładność pomiarów współrzędnościowych”. Kierował 3 grantami europejskimi i 16 dużymi krajowymi projektami badawczymi. Jest promotorem 11 (2018) ukończonych przewodów doktorskich – wszystkich z zakresu metrologii współrzędnościowej. Był recenzentem kilkudziesięciu prac doktorskich i habilitacyjnych oraz opinii nt. dorobku do tytułu profesora nauk technicznych. Członek komitetów naukowych wielu konferencji i kongresów krajowych i zagranicznych.

## Pełnione funkcje z wyboru
- Członek – Polska Akademia Nauk Wydział IV Nauk Technicznych Komitet Budowy Maszyn[7].
- Sekretarz naukowy KBN PAN w kadencji 2007–2016[2].
- Członek Rady Doskonałości Naukowej w kadencji 2024-2027[8].

## Działalność społeczna
W młodości uprawiał sport – szermierkę, potem przez wiele lat był działaczem na rzecz tej dyscypliny, będąc przez 8 lat wiceprezesem Krakowskiego Klubu Szermierzy oraz przez 6 lat prezesem Małopolskiego Okręgowego Związku Szermierczego. Odznaczony Medalem 90-lecia Polskiego Związku Szermierczego.